# Sainte-Croix-de-Caderle
Sainte-Croix-de-Caderle è un comune francese di 128 abitanti situato nel dipartimento del Gard, nella regione dell'Occitania.

## Società

### Evoluzione demografica
Abitanti censiti